# Edna.bg
Еdna.bg e български уебсайт, част от групата на Нетинфо, насочен към женската аудитория.
Сайтът е създаден през 2012 г., като предлага материали за красотата и модата, свободното време и здравословния начин на живот, съвети за дома и семейството, възпитанието на децата и отношенията във връзките. Своята гледна точка към най-обсъжданите теми на деня представят постоянните автори на портала, сред които публични личности, експерти и специалисти. Освен със своя редакторски екип, Edna.bg разполага с 25 външни автори, сред които Катерина Евро, Светла Иванова, Богдана Трифонова, Калин Вельов и други.
Edna.bg предлага и мобилно приложение към своето съдържание, което предоставя бърз достъп до съдържанието на уебсайта, дневен, седмичен, месечен и годишен хороскоп.